# Amata mochlotis
Amata mochlotis là một loài bướm đêm thuộc phân họ Arctiinae, họ Erebidae.